# Лащенко Максим Сергійович
Макси́м Сергі́́йович Лащенко (1987—2014) — солдат Збройних сил України, учасник російсько-української війни.

## Життєпис
Народився 1987 року в місті Черненко (Красноярський край, РРФСР). Згодом родина переїхала до України.
На фронт пішов не вагаючись, слідом за братом-близнюком, «прикривати спину». Разом з братом-близнюком Артемом — військовослужбовці 1-ї батареї 1-го самохідно-артилерійського дивізіону 25-ї Дніпропетровської повітряно-десантної бригади, військова частина А1126 (Гвардійське).
5 серпня 2014 року близько 4-ї години ранку при виконанні бойового завдання поблизу Орлово-Іванівки підрозділ бригади потрапив у засідку терористів, внаслідок обстрілів з танків Віктор Мельников загинув. Тоді ж загинули від прямого влучення снаряду у бойову машину 2С9 «Нона» (бортовий номер «915») старший лейтенант Руднєв Андрій Володимирович, старший солдат Мельников Віктор Валерійович, молодщий сержант Русєв Сергій В'ячеславович, старший солдат Міщенко Максим Юрійович, солдат Морозюк В'ячеслав Юрійович та старший солдат Лащенко Артем Сергійович.
Вдома у хлопців залишилася мати, а у Максима дружина та 5-річна донька.
Похований в Роздорах.

## Нагороди та вшанування
- 14 серпня 2014 року — за особисту мужність і героїзм, виявлені у захисті державного суверенітету та територіальної цілісності України, вірність військовій присязі під час російсько-української війни, відзначений — нагороджений орденом «За мужність» III ступеня (посмертно)
- його портрет розміщений на меморіалі «Стіна пам'яті полеглих за Україну» у Києві: секція 2, ряд 4, місце 26.
- Вшановується в меморіальному комплексі «Зала пам'яті», в щоденному ранковому церемоніалі 5 серпня[1][2]